# Нахимовский проспект
Нахи́мовский проспект — улица Москвы в Нагорном районе Южного административного округа и в районах Зюзино, Котловка, Черёмушки и в Академическом и Ломоносовском районах Юго-Западного административного округа. Проходит от Варшавского шоссе до улицы Вавилова.

## Название
Назван в 1965 году в честь русского флотоводца, руководителя сражения в Синопской бухте адмирала Павла Степановича Нахимова. До 1963 года участок между Новочерёмушкинской улицей и улицей Ивана Бабушкина назывался 7-я Черёмушкинская улица, а затем, до 1992 года — улица Красикова — в честь революционера и политического деятеля Петра Ананьевича Красикова. Нумерация домов на улице Красикова была обратной нумерации проспекта, и при ренумерации нечётная сторона стала чётной и наоборот.

## Описание
Нахимовский проспект начинается от развязки с Варшавским шоссе и от Павелецкого направления Московской железной дороги как продолжение Коломенского проезда, соединённого с ним через Нахимовский тоннель, и проходит на запад. Слева к проспекту примыкают Симферопольский бульвар, Азовская и Одесская улицы, справа — Симферопольский проезд, после которых улица проходит над рекой Котловкой, где поворачивает на северо-запад. Затем справа к ней примыкают проектируемый проезд № 460 и Нагорная улица; с этой стороны также располагаются Коробковский сад, сквер Ефросинии Московской и парк «Сосенки». Сразу после этого проспект пересекает Севастопольский проспект, за которым слева примыкает улица Цюрупы и улица Кржижановского — справа. Вслед за этим проспект пересекает Новочерёмушкинскую улицу и Профсоюзную улицу в районе площади Иосипа Броз Тито, после чего к ней примыкает слева улица Архитектора Власова. Проспект заканчивается на улице Вавилова, переходя в Ломоносовский проспект.

## История
Самый старый участок проспекта возник в 1955 году при застройке исторического района Черёмушки между современными улицами Ивана Бабушкина и Новочерёмушкинской.
В 1964—1965 районы Черёмушки и Волхонка-ЗИЛ были соединены транспортной магистралью, проходящей через овраг реки Котловки, которую назвали Нахимовским проспектом. В начале 1970-х годов между Профсоюзной и Новочерёмушкинской улицами были построены здания нескольких научных институтов.
На проспекте резко смещённая нумерация, связанная с тем, что гораздо больше домов стоит на нечётной стороне. До Новочерёмушкинской улицы самый большой номер дома 30 и 43 соответственно (и при том, что у адреса Нахимовский проспект, дом № 1 вынужденно много корпусов).
В советское время участок от Нагорной улицы до улицы Архитектора Власова имел подобие транспортной развязки, причём на пересечении с Новочерёмушкинской и Профсоюзной улицей схема движения несколько раз менялась.
В 2002 году сооружён Нахимовский тоннель под Варшавским шоссе и Павелецким направлением МЖД, в результате чего проспект был соединён с Коломенским проездом и Каширским шоссе.
Проспект имеет частично бессветофорное движение пешеходов (на участке от Ломоносовского до Севастопольского проспекта, исключая их), так как на пересечении с Новочерёмушкинской улицей и улицей Кржижановского «зебра» находится вне зоны действия светофора.
Проспект планировалось включить в состав отменённого Четвёртого транспортного кольца.

## Примечательные здания и сооружения
По нечётной стороне:
- № 19 — жилой дом. Здесь в 1961—1968 годах жил лингвист и правозащитник Константин Бабицкий[4]
- № 41/45 — жилой дом. Здесь жил актёр Валентин Никулин[5].
- № 45 — Научно-исследовательский институт фармации;
- № 47 — Административное здание (1978—1980, архитекторы Л. Павлов, Г. Колычева, И. Ядров[6]; рельеф-эмблема на здании — 1975, художники В. К. Васильцев, Э. А. Жаренов[7]), ныне — Центральный экономико-математический институт РАН; Институт проблем рынка РАН;
- № 49 — Центральная научная медицинская библиотека (1979);
- № 51/21 — Институт научной информации по общественным наукам Российской Академии наук (ИНИОН РАН) (1974, архитектор Я. Б. Белопольский);

По чётной стороне:
- № 8 — Помологический рассадник им. Ленина;
- № 32 — Институт экономики РАН, Институт Дальнего Востока РАН;
- № 34 — Фармацевтический музей
- № 36/1 — Физико-технологический институт РАН;
- № 36 — Институт океанологии им. П. П. Ширшова РАН.

На проспекте находятся два открытых бассейна (у Института океанологии и Института научной информации по общественным наукам), впрочем воду (даже дождевую) в них никто не видел с 1984 года.

## Транспорт

### Автобусы
- 67: от Севастопольского проспекта до улицы Вавилова
- 113: от Профсоюзной улицы до улицы Цюрупы
- 121: от Профсоюзной улицы до улицы Цюрупы
- 130: от Новочерёмушкинской улицы до улицы Вавилова
- 153: от улицы Вавилова до улицы Цюрупы
- 926: от Севастопольского проспекта до Нагорной улицы
- 944: от Профсоюзной улицы до Нагорной улицы
- 968: от Профсоюзной улицы до Севастопольского проспекта
- м19: по всей длине проспекта
- е29: по всей длине проспекта
- с5: от Новочерёмушкинской улицы до Севастопольского проспекта; от улицы Вавилова до улицы Архитектора Власова
- с918: от Севастопольского проспекта до Одесской улицы
- т52: от Профсоюзной улицы до Варшавского шоссе
- т85: от Профсоюзной улицы до Севастопольского проспекта

На нечётной стороне Нахимовского проспекта располагается конечная остановка для автобуса 57 „Станция метро «Профсоюзная»“.